# Prosoplus parallelus
Prosoplus parallelus är en skalbaggsart som beskrevs av Stefan von Breuning 1938. Prosoplus parallelus ingår i släktet Prosoplus och familjen långhorningar. Inga underarter finns listade i Catalogue of Life.